# برشنو
برشنو (به لاتین: Bršno) یک منطقهٔ مسکونی در مونته‌نگرو است که در شهرداری نیکشیچ واقع شده‌است. برشنو ۱۵۲ نفر جمعیت دارد.